# Alfred Adewale Martins
Alfred Adewale Martins (* 1. Juni 1959 in Abeokuta, Bundesstaat Ogun, Nigeria) ist Erzbischof von Lagos.

## Leben
Alfred Adewale Martins empfing am 18. September 1983 die Priesterweihe.
Papst Johannes Paul II. ernannte ihn am 24. Oktober 1997 zum Bischof von Abeokuta. Die Bischofsweihe spendete ihm der Apostolische Nuntius in Nigeria, Carlo Maria Viganò, am 24. Januar 1998; Mitkonsekratoren waren Anthony Olubunmi Okogie, Erzbischof von Lagos, und Albert Ayinde Fasina, Bischof von Ijebu-Ode.
Am 25. Mai 2012 ernannte ihn Papst Benedikt XVI. zum Erzbischof von Lagos. Die feierliche Amtseinführung (Inthronisation) fand am 4. August desselben Jahres statt.